# Johannes Gøtzsche
Johannes Gøtzsche (født 25. juli 1866 i Fredericia, død 18. juli 1938 i Snoghøj) var en dansk dr.theol. og den 38. biskop over Viborg Stift fra 1921 til 1936.

## Karriere
Gøtzsche var søn af biskop C.V. Gøtzsche, blev student i Fredericia 1883 og cand.theol. 1889. Han var dernæst lærer ved skoler og seminarier i København indtil 1894 og kateket i Fredericia indtil 1900. Han var præst i Herning fra 1900 til 1920 og fra 1911 tillige provst. I årene 1920-21 boede Gøtzsche i Nordslesvig, hvor han var én af fire kirkelige visitatorer.

### Biskop
Da Alfred Sveistrup Poulsen skulle afløses som biskop over Viborg Stift på grund af dennes død i 1921, opstillede Gøtzsche til bispevalget. Han vandt valget og kunne efterfølgende flytte ind i Bispegården i Viborg. Gøtzsche var den sidste biskop i Danmark der blev udpeget af kongen og dennes minister ved bispevalget. Johannes Gøtzsche var en af de mest markante indremissionske biskopper nogensinde. Han var biskop til sin pensionering i 1936. 
Han var Kommandør af 2. grad af Dannebrog og Dannebrogsmand.

## Privat
Johannes Gøtzsche er begravet på Assistens Kirkegård i Fredericia. Han havde blandt andet datteren Birgitte Gøtzsche.